# Herbert Blendinger
Herbert Blendinger (* 3. Januar 1936 in Ansbach; † 15. Mai 2020) war ein österreichischer Komponist und Bratschist deutscher Herkunft.

## Leben
Blendinger studierte von 1951 bis 1957 Viola und Komposition bei Willy Horwath und Max Gebhard am Konservatorium in Nürnberg, anschließend von 1961 bis 1963 an der Musikhochschule München bei Georg Schmid und Franz Xaver Lehner, zusätzlich Schulmusik. Als Komponist erhielt er Anregungen durch Paul Hindemith.
Seine künstlerische Karriere begann im Jahr 1961 als Solobratschist des Rheinischen Kammerorchesters Köln. Es folgten Engagements bei den Bamberger Symphonikern, dem Bayerischen Staatsorchester München, sowie eine solistische und kammermusikalische Konzerttätigkeit u. a. mit dem Bamberger Klavierquartett und dem Sinnhoffer-Quartett. Blendinger lehrte am Richard-Strauss-Konservatorium München und der Musikhochschule Würzburg.
Von 1981 bis zu seiner krankheitsbedingten Emeritierung im Jahre 1988 war er Professor für Viola an der Musikhochschule Graz. Danach konzentrierte er sich auf die Komposition.

„So glaube ich, daß das, was man als Musiker symbolisch unter Tristan-Akkord versteht, auch durch Max Reger und Paul Hindemiths Weiterführung noch nicht ausgeschöpft ist. Die Bemühung um ein ausgewogenes Verhältnis von Harmonik und Melodie, wie es der Natur unseres Ohres entspricht, somit die Loslösung von dem, was wir als Lärm bezeichnen, hätte ein Äquivalent in der zivilisatorischen Bemühung um die Reinheit der uns umgebenden Natur.“

Herbert Blendinger wurde am 22. Mai 2020 auf dem St. Veiter Friedhof in Graz beigesetzt.

## Auszeichnungen
- 1966: Kompositionspreis der Landeshauptstadt Stuttgart[5]
- 1967: Förderpreis des Robert-Schumann-Preises (im Rahmen der Kunstpreisverleihung der Stadt Düsseldorf)[6]
- 1975: Förderpreis Musik der Landeshauptstadt München[7]

## Werke (Auswahl)

### Ensemblemusik
- Suite für Klavier zu vier Händen, op. 3 (1954)[8]
- Kleine Suite für Violine, Violoncello und Klavier, op. 10 (1954)[8]
- Thema mit Variationen – für Violoncello und Klavier, op. 8 (1954)[8]
- Sonate für Flöte und Klavier, op. 5 (1955)[8]
- Sonatine für Klavier, op. 6 (1956)[8]
- Die Ameisen – Kleine Schulkantate nach Ringelnatz, op. 15 (1957)[8]
- Sonate für Viola und Klavier, op. 12 (1958)[8]
- Sonate für Viola und Cembalo (oder Klavier), op. 13 (1959)[8]
- Klavierquartett, op. 17 (1965)[8]
- Dialog für Viola und Schlagzeug, op. 20 (1968)[8]
- Partita für Viola (Violine) und Violoncello, op. 27 (1972)[8]
- Invention und Choral – für Violine und Orgel, op. 21/1 (1975)[8]
- Streichquartett Nr. 3, op. 29 (1976)[8]
- Tre Impressioni für Flöte, Viola und Harfe – nach Worten des 90. Psalms, op. 26a (1976)[8]
- Invention und Choral – „Das Jahr geht still zu Ende“ für Flöte, Orgel und Harfe, op. 26b (1977)[8]
- Streichquintett, op. 39 (1982)[8]
- Divertimento concertante – Streichseptett, op. 41 (1983)[8]
- Meditation über den Choral „Nun bitten wir den heiligen Geist“ – für Violoncello und Orgel, op. 36 (1984)[8]
- Kammermusik für Harfe und Streicher, op. 50 (1985)[8]
- Symphonie concertante – für Brassquintet und Orchester, op. 52 (1990)[8]
- Fagott-Quintett – Fagott und Streichquartett, op. 51 (1991)[8]
- Trio in G für Flöte, Violoncello und Klavier, op. 55 (1992)[8]
- Tonale Skizzen – Streichtrio für Bratsche, Violoncello und Kontrabass, op. 56 (1993)[8]
- Caritas oder Mein kränkelnd Herz, op. 61 (1994)[8]
- Zwei Stücke für Flöte und Cembalo (Gitarre), op. 67 (1995)[8]
- Elegie für Horn (Baßklarinette) und Klavier bzw. Kammerorchester, op. 65 (1995)[8]
- Klarinettenquintett, op. 76 (1998)[8]
- Drei Gesänge für Mezzosopran und Klavier – Lieder nach Gedichten von Alois Hergouth, op. 83 (2002)[8]
- Drei Gesänge nach chinesischen Gedichten, op. 87 (2003)[8]
- Duo concertante für Violine und Klavier, op. 85 (2003)[8]

### Orchestermusik
- Konzert für Viola und Streichorchester, op. 16/1 (1962)[8]
- Concerto tonale für Violoncello und Orchester, op. 22 (1971)[8]
- Konzert für Fagott und Orchester, op. 28 (1976)[8]
- Konzert für Viola und Orchester, op. 38 (1982)[8]
- Präludium und Meditation – Für Violoncello, Streicher und Schlagzeug, op. 45 (1985)[8]
- Konzert für Klarinette und Orchester, op. 72 (1999)[8]

### Geistliche Musik
- Musik zum Karfreitag und Ostersonntag, op. 66 (1995)[8]
- Drei geistliche Gesänge – für gemischten Chor a cappella nach Psalmtexten, op. 71 (1997)[8]
- Choralmeditation – für Altsaxophon und Orgel, op. 73 (1998)[8]
- Psalmgebet nach Psalm „Herr, du bist unsere Zuflucht für und für“ – Solokantate für Sopran, Trompete und Orgel, op. 82 (2000)[8]
- Solokantate für Bariton, Männerchor und Klavier, op. 79 (2000)[8]
- Alles was Odem hat – Solokantate für Sopran, Trompete und Orgel, op. 77-2 (2000)[8]
- Requiem für Soli, Chor und Orchester – Oratorium, op. 75 (2001)[8]
- Choralvariationen für Orgel, op. 86 (2003)[8]

### Opern/Ballett
- Versuchung – Kammeroper nach Franz Werfel, op. 46 (1984)[8]
- Spielbuch für Laien – Tänze und Spielstücke für verschiedene Instrumente, op. 1 (1983)[8]

## Aufführungen
Aufführungen seiner Werke erfolgten vor allem im deutschsprachigen Raum, dazu gehörten u. a. Uraufführungen durch das Bayrische Staatsorchester in München unter Wolfgang Sawallisch (Konzert für Streichquartett und Orchester 1976, Media in vita 1980 und Divertimento concertante 1985), im Dom und in der Heilandskirche in Graz (Choralfantasie op. 49 (1989), Kantate Mich ruft zuweilen eine Stille op. 58 (1992), Kantate Allein den Betern kann es noch gelingen (1995)). Das ALEA Ensemble brachte seine Quartette Nr. 1–4 auch international zur Aufführung (München, Rom, New York) und hat damit eine CD inklusive weiterer sechs Kammermusikwerke produziert.

## CDs
In der CD-Edition des „Steirischen Tonkünstlerbundes“ (STB) sind weitere Blendinger-Werke auf ca. 45 CDs erhältlich. Im Mai 2021, ein Jahr nach seinem Tod, ist eine Doppel-CD mit 10 Kammermusikwerken von Blendinger, interpretiert vom ALEA Ensemble erschienen, welche u. a. alle vier Streichquartette Blendingers enthält.